# Moorweg im Aschener Moor Pr VI

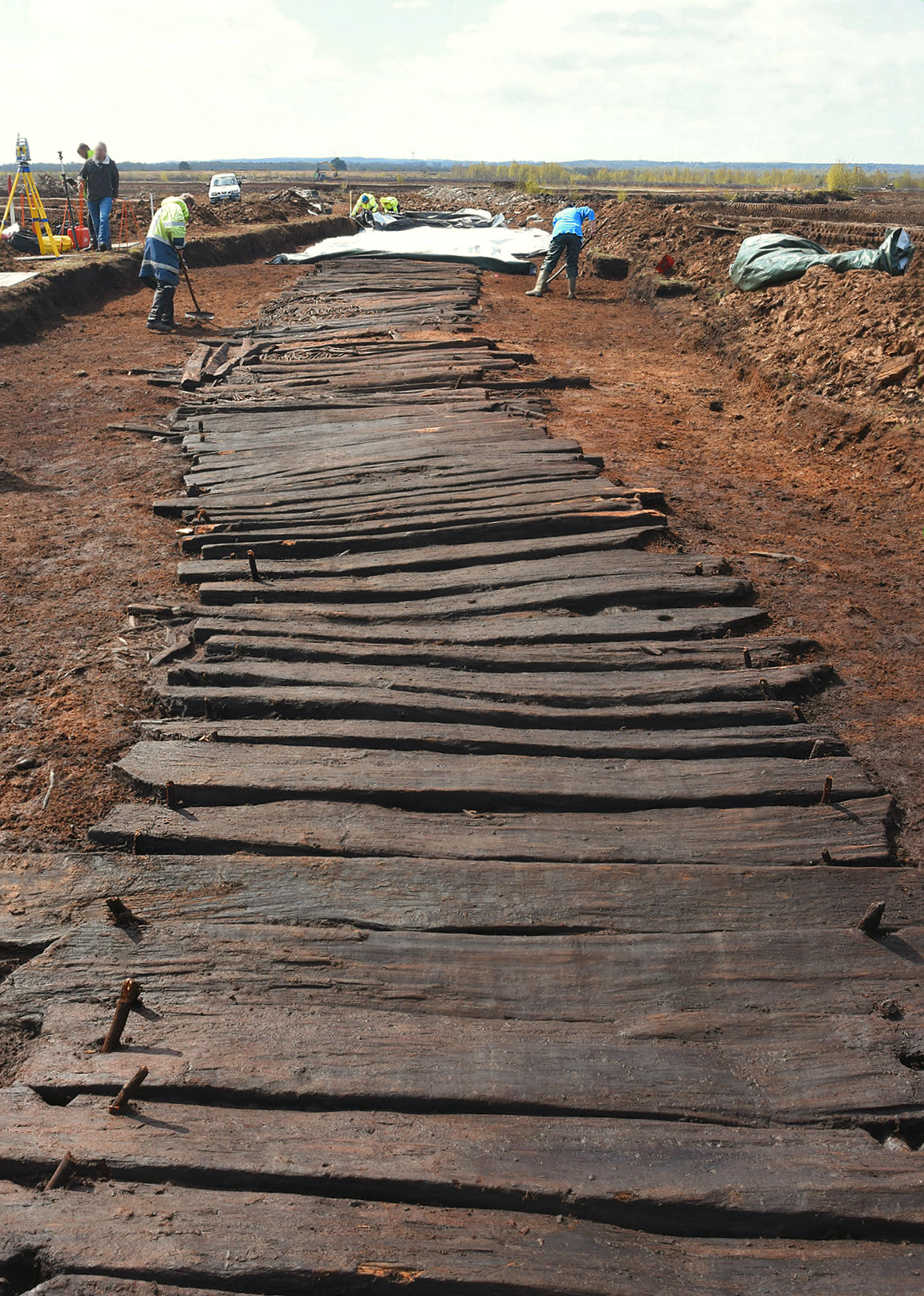
Ausgrabung des Moorweges im Aschener Moor. Die Bohlen des Wegbelags fixierten die Erbauer an den Seiten mit Pflöcken. (2021)

Der Moorweg im Aschener Moor, in der Fachsprache mit Pr VI abgekürzt, ist ein vorgeschichtlicher Moorweg von ursprünglich 4,2 km Länge, der im Aschener Moor westlich von Aschen im niedersächsischen Landkreis Diepholz verläuft. Er entstand in der vorrömischen Eisenzeit wahrscheinlich um das Jahr 46 v. Chr. und zählt zu den längsten Bohlenwegen in Nordwestdeutschland. Die Wegkonstruktion hat sich aufgrund der günstigen Erhaltungsbedingungen für organisches Material im Moor bis heute erhalten. Durch den maschinellen Torfabbau bis in die heutige Zeit sind große Teile des Weges zerstört worden. Dauerhaft erhalten bleibt im Zentrum des Moores ein etwa 350 Meter langes Reststück im Untergrund einer unberührten Moorfläche. An dessen Rand führt entlang des Verlaufs des einstigen Moorweges ein von 2019 bis 2021 errichteter 950 m langer barrierefreier Steg mit Aussichtsplattform. Er soll den vorgeschichtlichen Moorweg und das Moor touristisch erlebbar machen.

## Aufbau

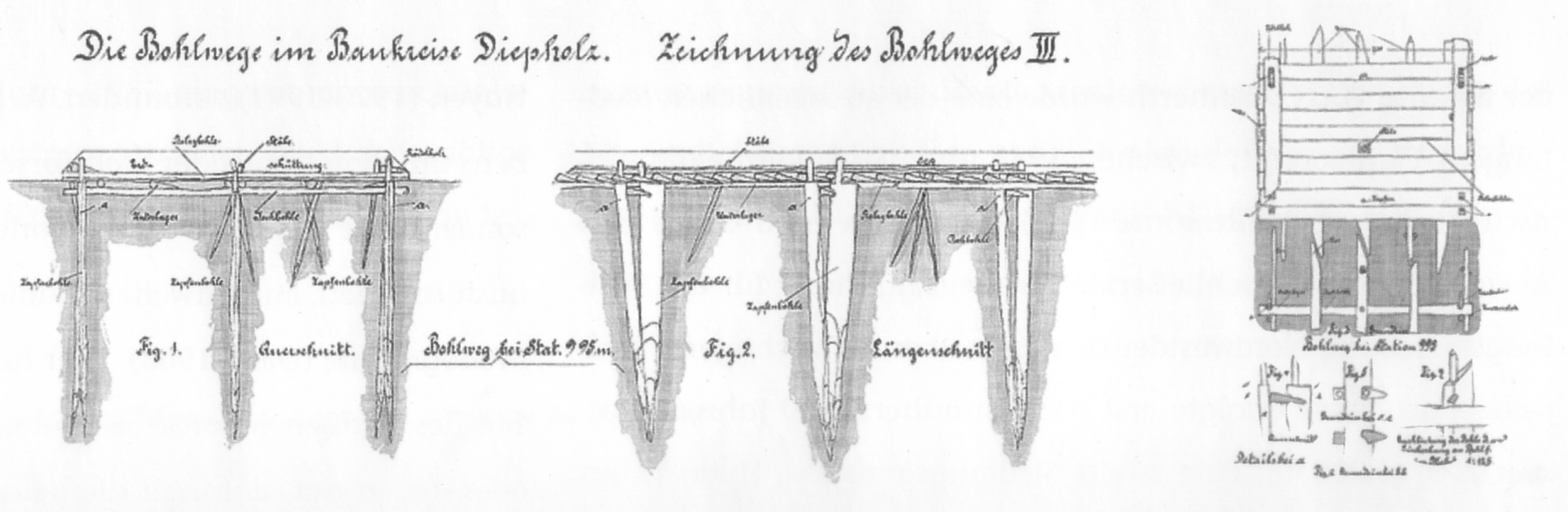
Konstruktionszeichnung des Moorweges Pr 6 durch Hugo Prejawa anhand der Ausgrabungsbefunde, 1896

Der etwa 2,5 Meter breite Moorweg weist zwei unterschiedliche Konstruktionsprinzipien auf. Teilweise ist er als Pfahlweg mit einem Oberbau aus Rundhölzern sowie halb- und viertelgespalteten Baumstämmen ausgeführt, zum Teil ist er als Bohlenweg unter Verwendung von Bohlen ausgeführt. Teile der Wegstrecke sind mit Flechtmatten aus Ruten ausgebessert, wobei diese Verwendung bisher sehr selten im historischen Wegebau in Norddeutschland belegt ist. Als Baumaterial dienten verschiedene Holzarten, wie Birke, Eiche, Erle, Esche, Kiefer und Pappel. Bei der Erbauung wurden auch mehrere Jahrzehnte ältere Bauhölzer verwendet. Dies lässt darauf schließen, dass die Holzressourcen für diesen äußerst langen Moorweg knapp waren und ältere Moorwege wiederverwertet wurden. Insgesamt erweckt der Moorweg den Eindruck eines zusammengestückelten Weges.

## Verlauf und Nutzung

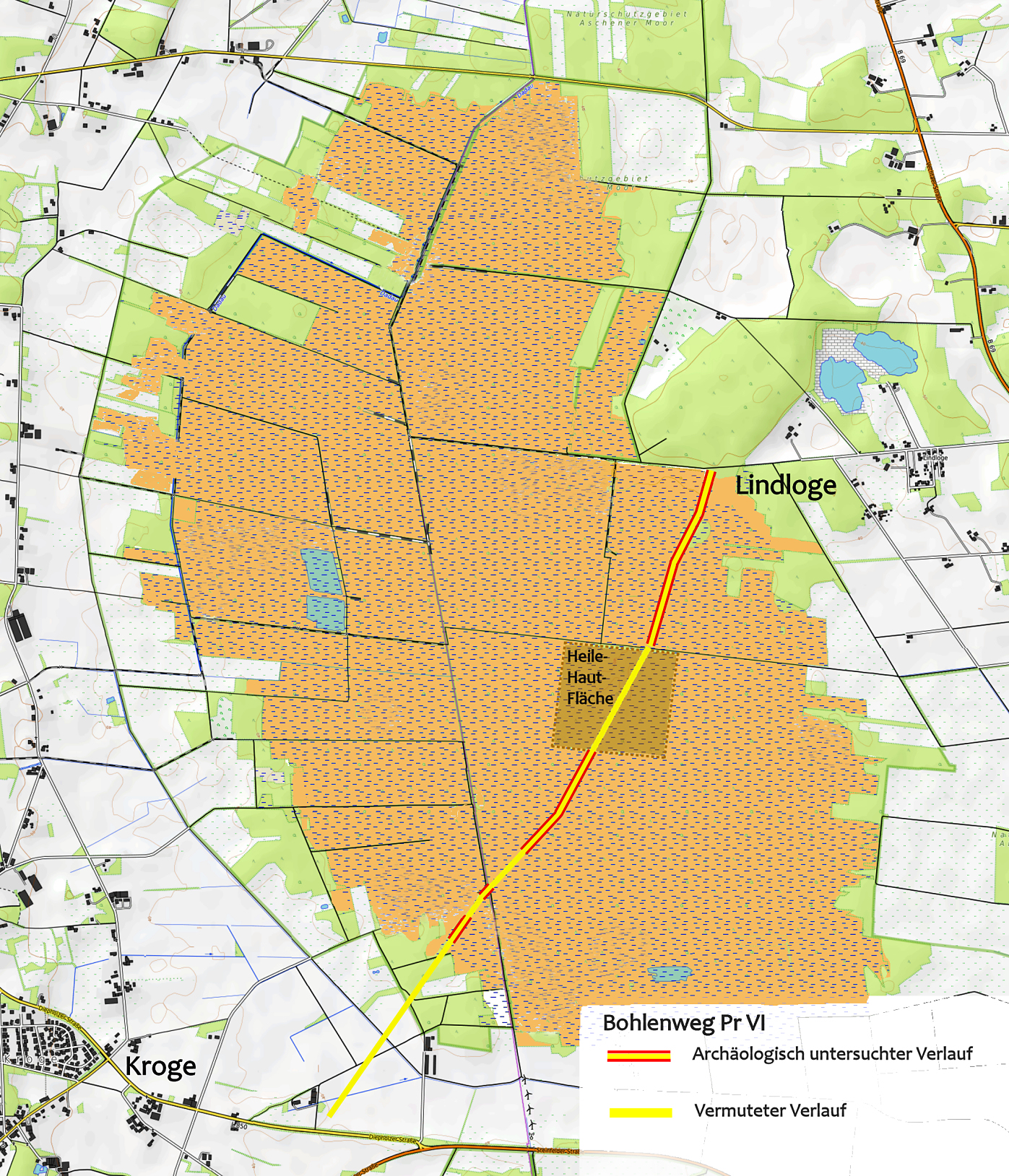
Verlauf des Bohlenweges durch das Moor mit nicht abgetorftem Bereich als „Heile-Haut-Fläche“

Der Moorweg verlief in nordost-südwestlicher Richtung durch das Moor. Er führte von einem erhöhten Geländesporn bei Lindloge durch das Moor bis zu einer Erhebung mit mineralischem Untergrund nördlich von Kroge. Der 4,2 Kilometer lange Moorweg verkürzte die etwa 40 km lange Strecke um das Moor erheblich. Der Moorweg verlief nicht, wie sonst üblich, an der engsten Stelle des Moores, sondern durchquerte es aus bisher unbekannten Gründen diagonal. Auf halber Strecke wich der Weg einem Moorkolk aus.
Die Erbauungszeit ließ sich anhand dendrochronologischer Untersuchungen an den Eichenbohlen auf die Zeit zwischen 65 und 40 v. Chr. eingrenzen. Die bisherigen Untersuchungen ergaben, dass sich der Moorweg mit seinen Hölzern im feuchten Untergrund gut erhalten hat.
Der Prähistoriker Mamoun Fansa bezifferte im Jahr 1997 die Nutzungsdauer des Weges auf 175 Jahre, wobei dieser lange Zeitraum wegen Materialverschleißes von anderen Wissenschaftlern angezweifelt wird. Obwohl es sich um einen Handelsweg gehandelt haben könnte, vermuten Archäologen, dass der Weg vorwiegend der Landwirtschaft diente. Darauf lassen gefundene Klauenteile von Kühen schließen.

## Forschungsgeschichte

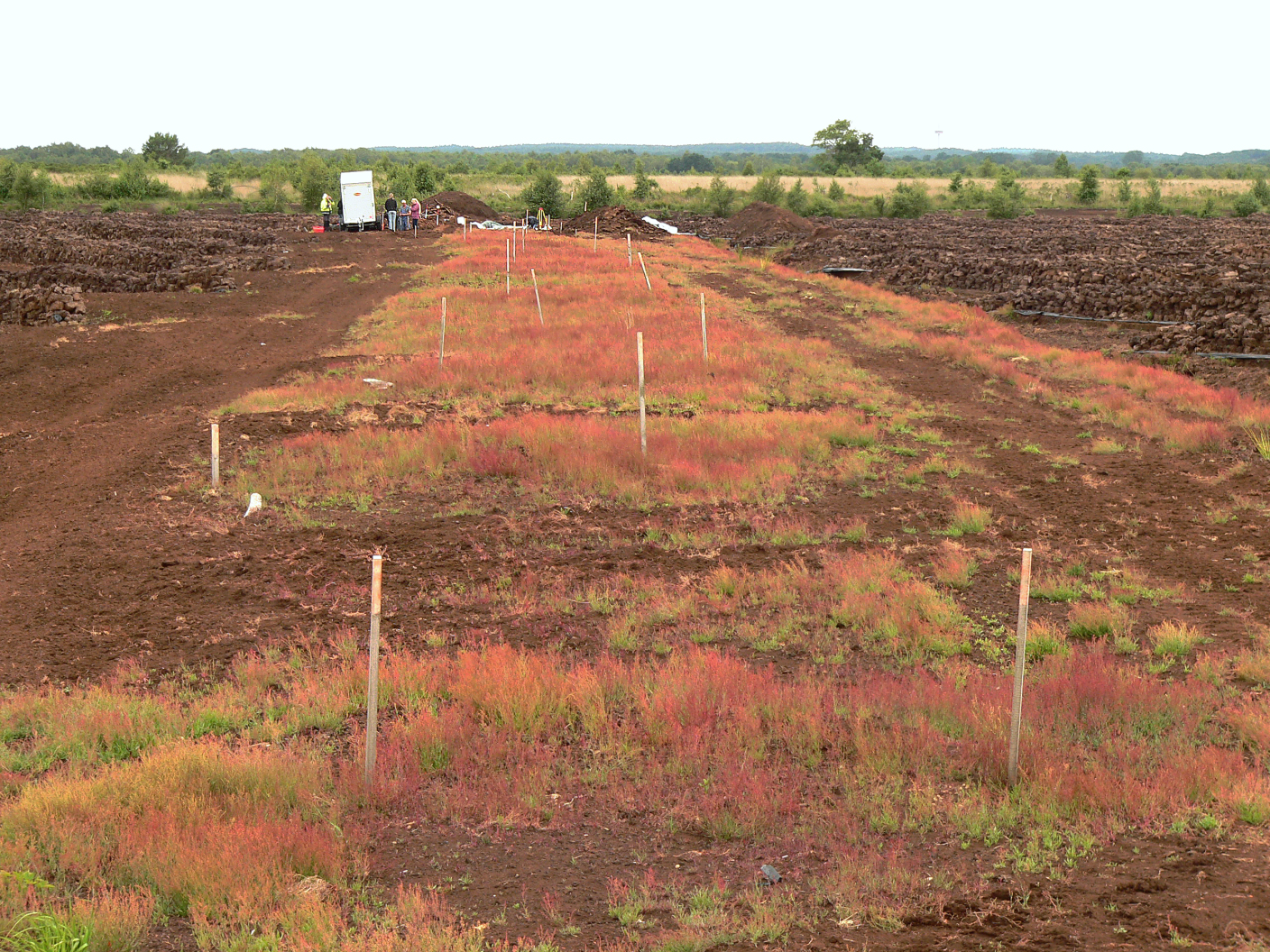
Die abgesteckte Trasse des Moorweges vor der Ausgrabung, 2019

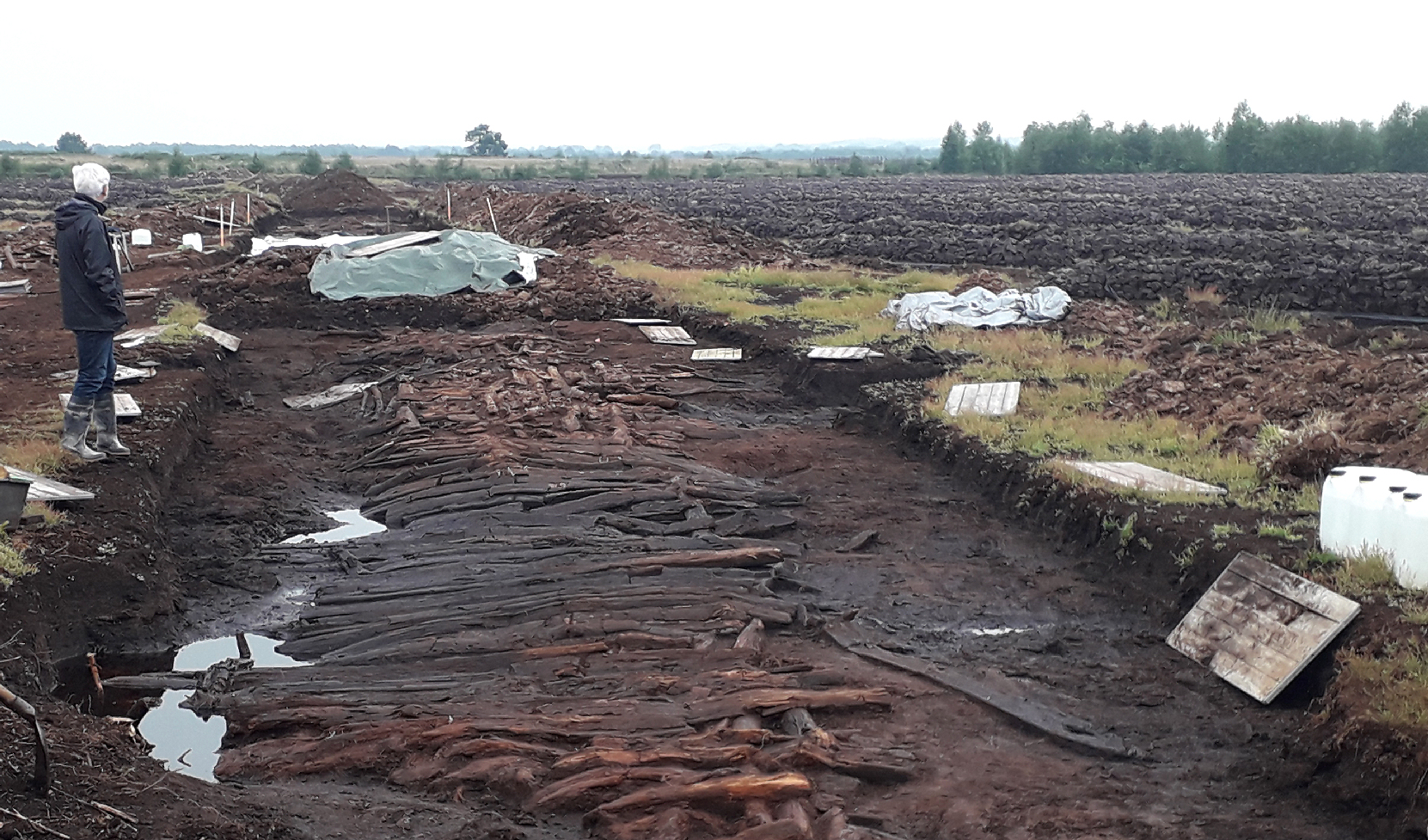
Durch Ausgrabung freigelegter Abschnitt des Moorweges, 2020

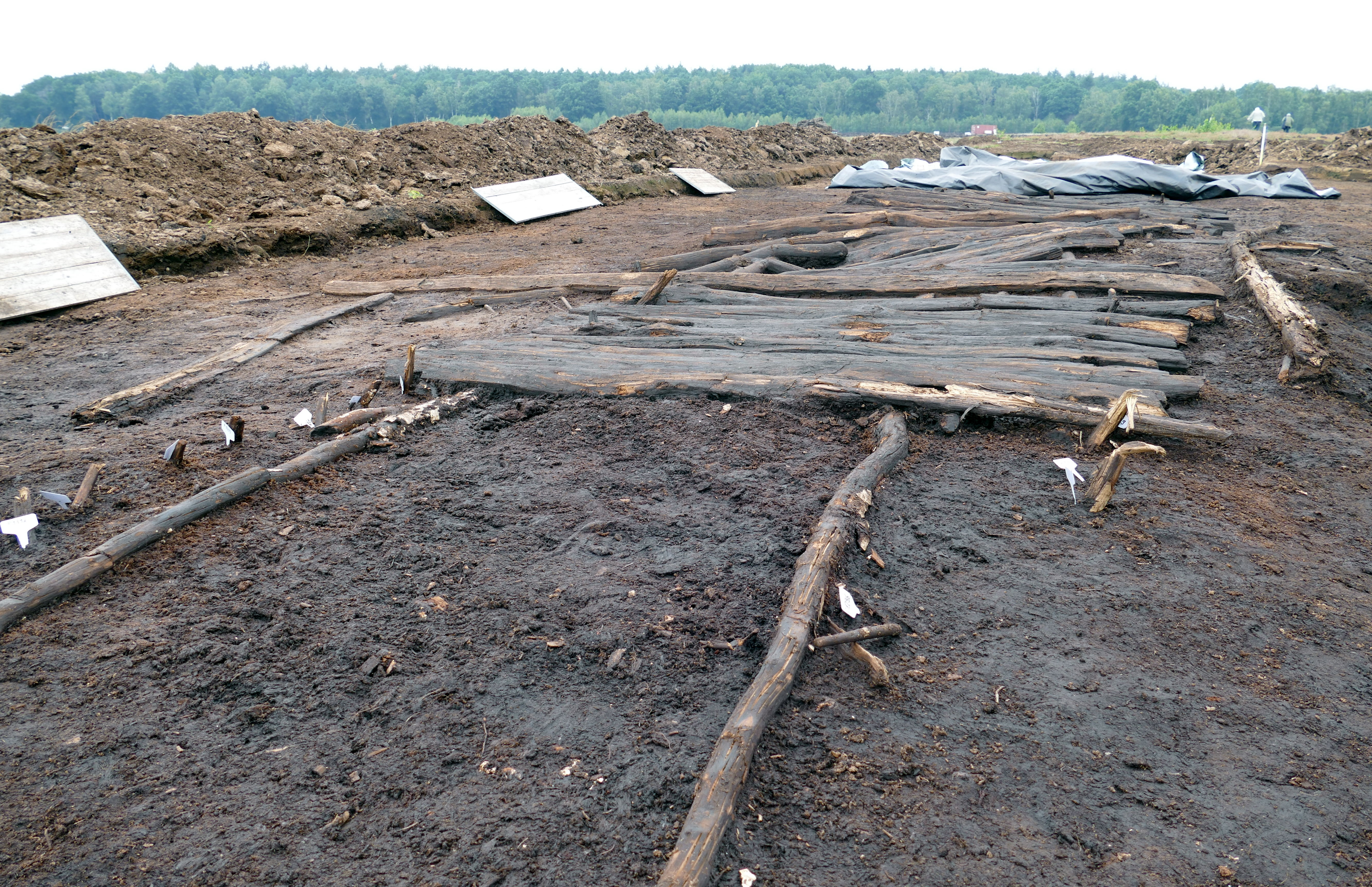
Abgenommene Lauffläche und darunter liegende Unterkonstruktion aus Rundhölzern, 2020

Der Moorweg wurde 1817 nahe der Siedlung Lindloge im Osten des Aschener Moors entdeckt und erstmals vom Moorforscher Carl Heinrich Nieberding aus dem nahe gelegenen Lohne beschrieben. Aufgrund von zahlreichen Ausgrabungen im 19. und 20. Jahrhundert zählt der Moorweg im Aschener Moor zu den am besten erforschten Moorwegen in Niedersachsen. An den Untersuchungen waren vor allem der Moorforscher und Diepholzer Bauinspektor Hugo Prejawa sowie der Moorarchäologe Hajo Hayen beteiligt. Die Wegbenennung mit der Abkürzung Pr VI erfolgte in Anerkennung der Leistungen von Hugo Prejawa, nach dem Moorwege in der Dümmer-Region benannt sind. Inzwischen sind große Teile des einst 4,2 km langen Weges durch den maschinellen Torfabbau zerstört worden.

### Frühere Ausgrabungen
1977 legten Hayo Hayen und Reinhard Schneider bei einer Ausgrabung 170 Meter des Weges an seinem nordöstlichen Ende frei. Ab 1988 untersuchte das Institut für Denkmalpflege (IfD) als Vorläufer des Niedersächsischen Landesamtes für Denkmalpflege (NLD) mehrfach Wegabschnitte. Dabei standen Fragestellungen nach dem Zweck des Weges und seiner historischen Bedeutung im Vordergrund. Eine Ausgrabung des NLD im Jahr 2001 konnte wegen widriger Witterungsverhältnisse nicht beendet werden. 2011 erfolgte eine Freilegung des Moorweges auf einer Länge von 25 Metern. 2017 wurde eine 40 Meter lange Teilstrecke freigelegt und dokumentiert. Die Ausgrabung nahm ein Grabungsunternehmen auf Kosten des abbauenden Torfunternehmens vor. Die aufgefundenen Hölzer wurden anhand von Proben dendrochronologisch und dendroökologisch analysiert. Dadurch konnten Informationen zur Umwelt, zum Waldbestand und der Waldwirtschaft zur Bauzeit des Weges erlangt werden. Einige Hölzer wurden geborgen, um sie im Industriemuseum Lohne zu konservieren. Das Museum nimmt seit 2005 Konservierungen von historischen Hölzern aus Niedersachsen vor.

### Intervention des Niedersächsischen Heimatbundes
Wegen der anhaltenden Abtorfung des Moores und der damit verbundenen endgültigen Zerstörung des Moorweges fragte der Niedersächsische Heimatbund in seiner Roten Mappe im Jahr 2017 die Niedersächsische Landesregierung, welche Maßnahmen zur Erhaltung und Dokumentation geplant sind. Die Landesregierung antwortete in der Weißen Mappe, dass ein zwölf Hektar großer Moorbereich im natürlichen Zustand mit einem 350 Meter langen Abschnitt des Moorweges als Heile-Haut-Fläche vom Torfabbau ausgenommen bleibt. Diese Fläche hatte das Land Niedersachsen im Jahr 2016 aufgekauft und unter Naturschutz gestellt.

### Ausgrabung 2019 bis 2022

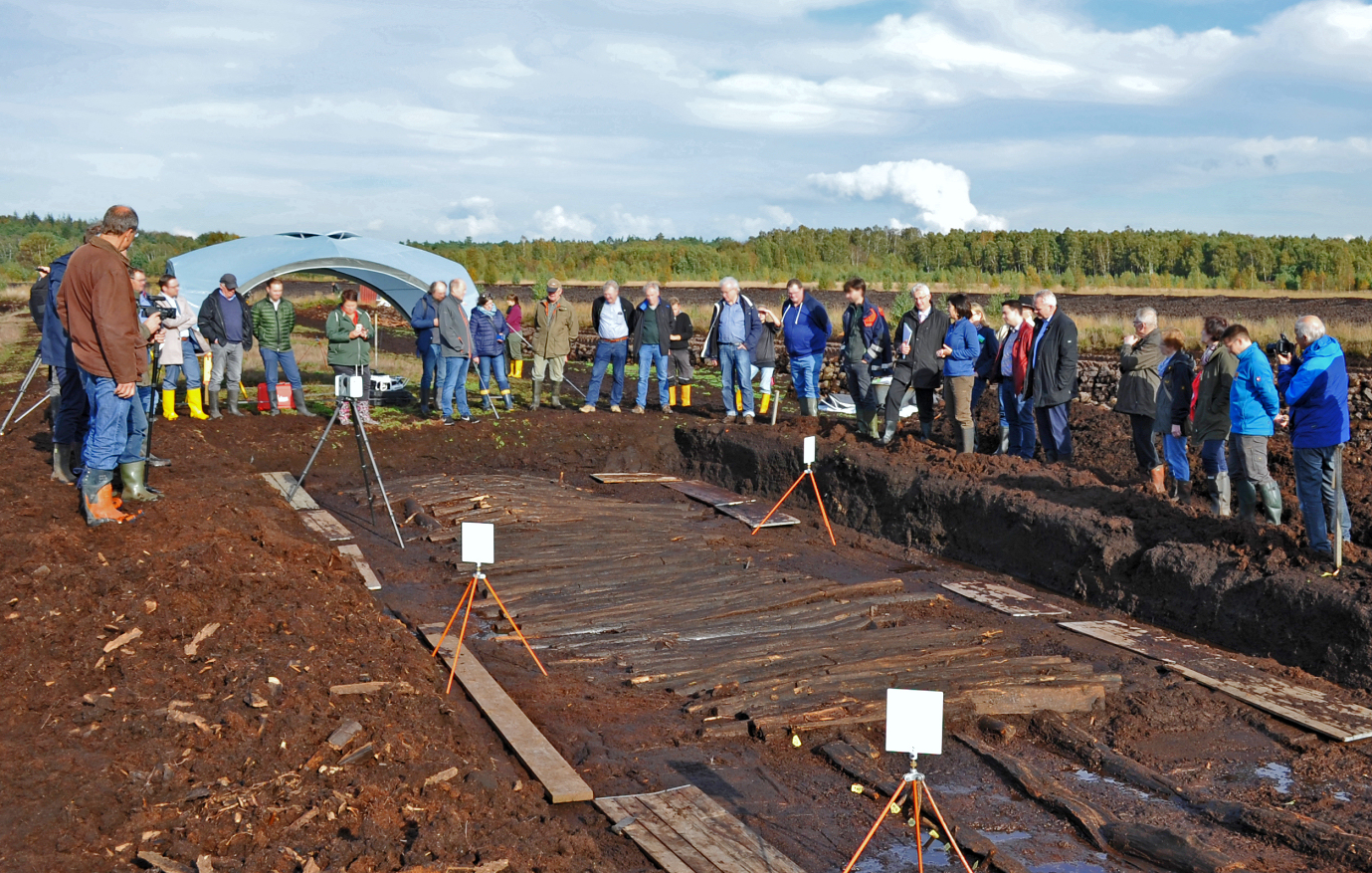
Besuch der Ausgrabungsstelle durch den damaligen niedersächsischen Wissenschaftsminister Björn Thümler, 2019

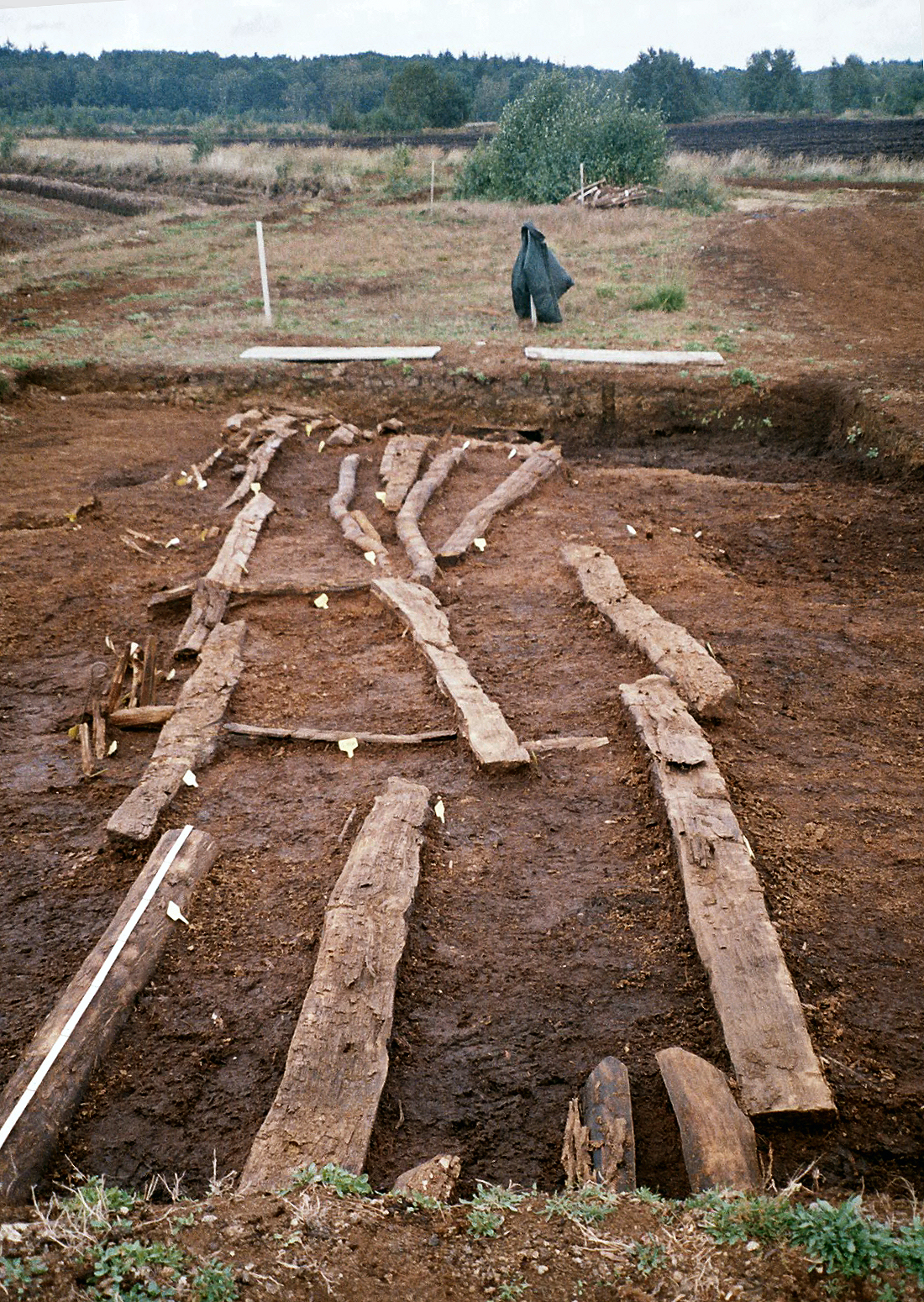
Freigelegte Unterkonstruktion des Moorweges aus Spaltbohlen

Teilstücke des Moorweges waren bis zum Jahr 2019 auf einer Gesamtlänge von rund einem Kilometer noch vorhanden. Von 2019 bis 2022 erfolgt auf 520 Meter Länge eine Ausgrabung mit einer systematischen Erkundung und Dokumentation des Moorweges. Die Untersuchungen sind seit Jahrzehnten das größte Ausgrabungsprojekt an einem Moorweg. Die Ausgrabung war erforderlich, da sich wegen des anhaltenden Torfabbaus der Wasserspiegel der Moorfläche gesenkt hatte und der Weg sonst ausgetrocknet und verfallen wäre. Nach den Untersuchungen wird vom ursprünglich 4,2 km langen Weg nur noch ein 350 Meter langes Stück in einem bisher nicht abgetorftem Bereich, der „Heile-Haut-Fläche“, erhalten bleiben, wo er in 1,6 Meter Tiefe liegt.
Die Ausgrabung erfolgt im Rahmen des Projektes „Naturerlebnis am prähistorischen Bohlenweg im Aschener/Heeder Moor“ des Vereins Naturpark Dümmer, das von 2017 bis 2021 läuft. Das Projekt wird vom Europäischen Fonds für regionale Entwicklung sowie weiteren Förderern, darunter die Stadt Diepholz, der Landschaftsverband Weser-Hunte und mehrere Torfwerke, mit 700.000 Euro unterstützt. Die Ausgrabungen führt ein Grabungsunternehmen unter fachlicher Begleitung durch das Referat Moorarchäologie des Niedersächsischen Landesamtes für Denkmalpflege durch. Dabei wird der freigelegte Moorweg mit zwei Verfahren dokumentiert. Dies sind die Structure-from-Motion-Methode und die dreidimensionale Erfassung mit einem 3D-Scanner, was eine spätere virtuelle Rekonstruktion und Erlebbarkeit zulässt.

## Fundstücke
Bei der 2019 begonnenen Ausgrabung wurden in großer Menge Hölzer des Bohlenweges freigelegt, die das Industriemuseum Lohne konservierte. Aus Kapazitätsgründen erfolgte dies nur in geringem Umfang. Konservierungen von ausgegrabenen Holzbohlen und Halbrundhölzern erfolgten auch durch den Heimatverein Diepholz und die Römer AG Leine aus Hannover.
Im Laufe der Grabung kamen verschiedene Fundstücke zum Vorschein, darunter kleine Figuren, Kleidungsstücke aus Leder, eine Wagenachse, ein Rad sowie Keramikfragmente. Ein gefundener Schuh aus Rindsleder, der rund 2000 Jahre alt ist, gilt als das älteste Exemplar in Norddeutschland. Dabei handelt es sich um eine Art Sandale mit Lederriemen eines männlichen Trägers mit der heutigen Schuhgröße 40. Da in der Nähe eine zerbrochene Wagenachse und weitere Wagenbruchstücke lagen, halten es die Archäologen für möglich, dass der Besitzer des Schuhs ihn bei einem Unfall auf dem Bohlenweg verloren hat.
Außerdem fanden die Archäologen zwei rund 80 Zentimeter lange Stäbe, die sie als Messstäbe ansehen. Besondere Fundstücke waren drei bearbeitete Holzbretter. Archäologen sehen darin Konstruktionselemente eines eisenzeitlichen Wagens. Der Fund lieferte Erkenntnisse zum Aufbau von Wagen, wie sie die Germanen nutzten.

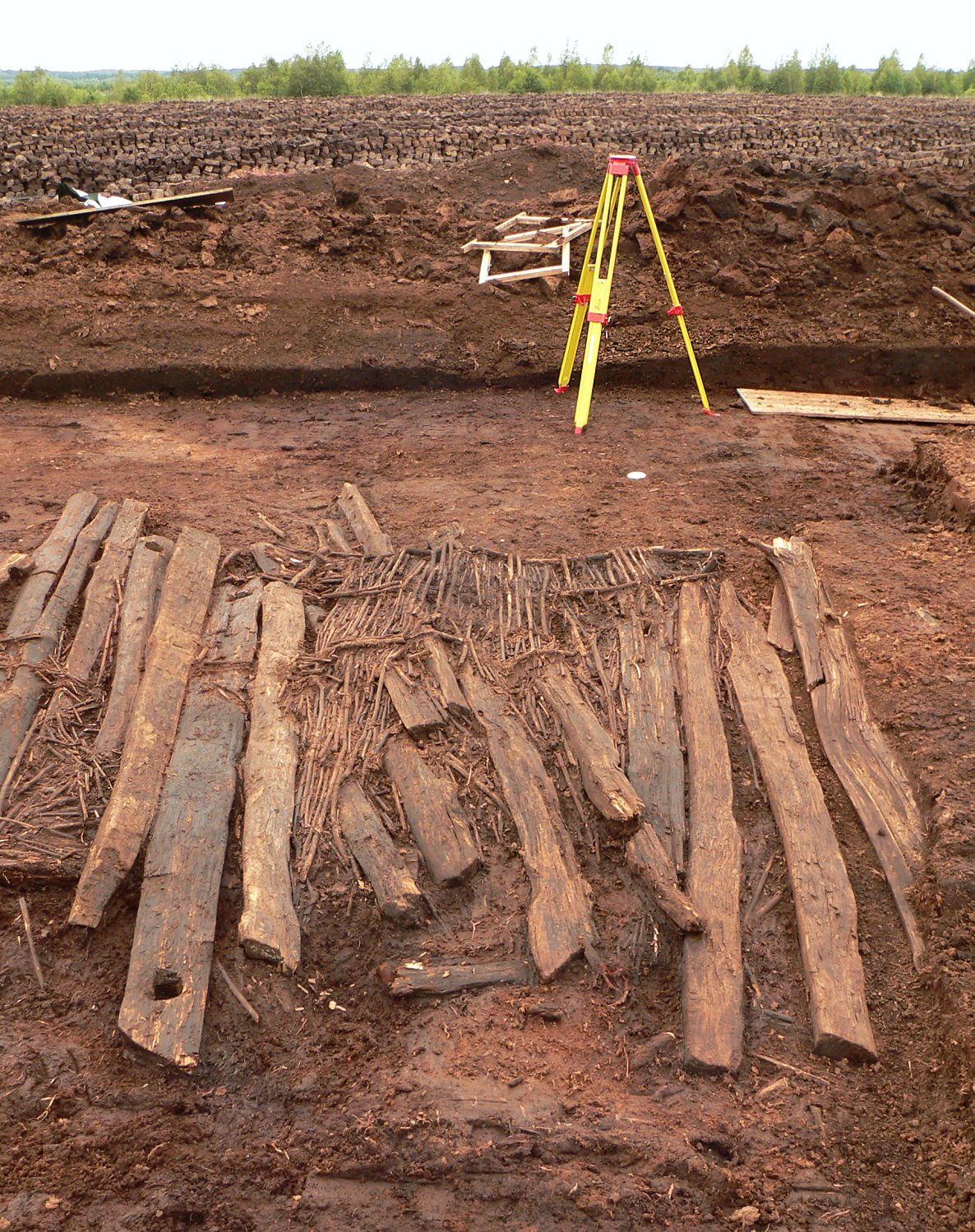
Freigelegte Hölzer des Moorweges mit Reparaturstelle durch aufgelegte Flechtmatten, 2019
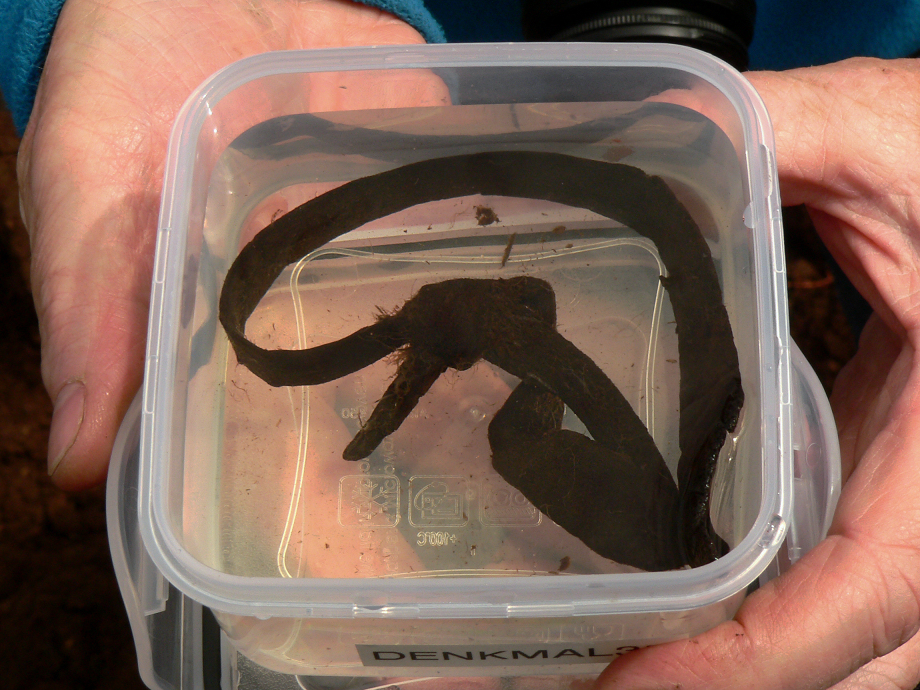
Ein Fundstück aus Leder
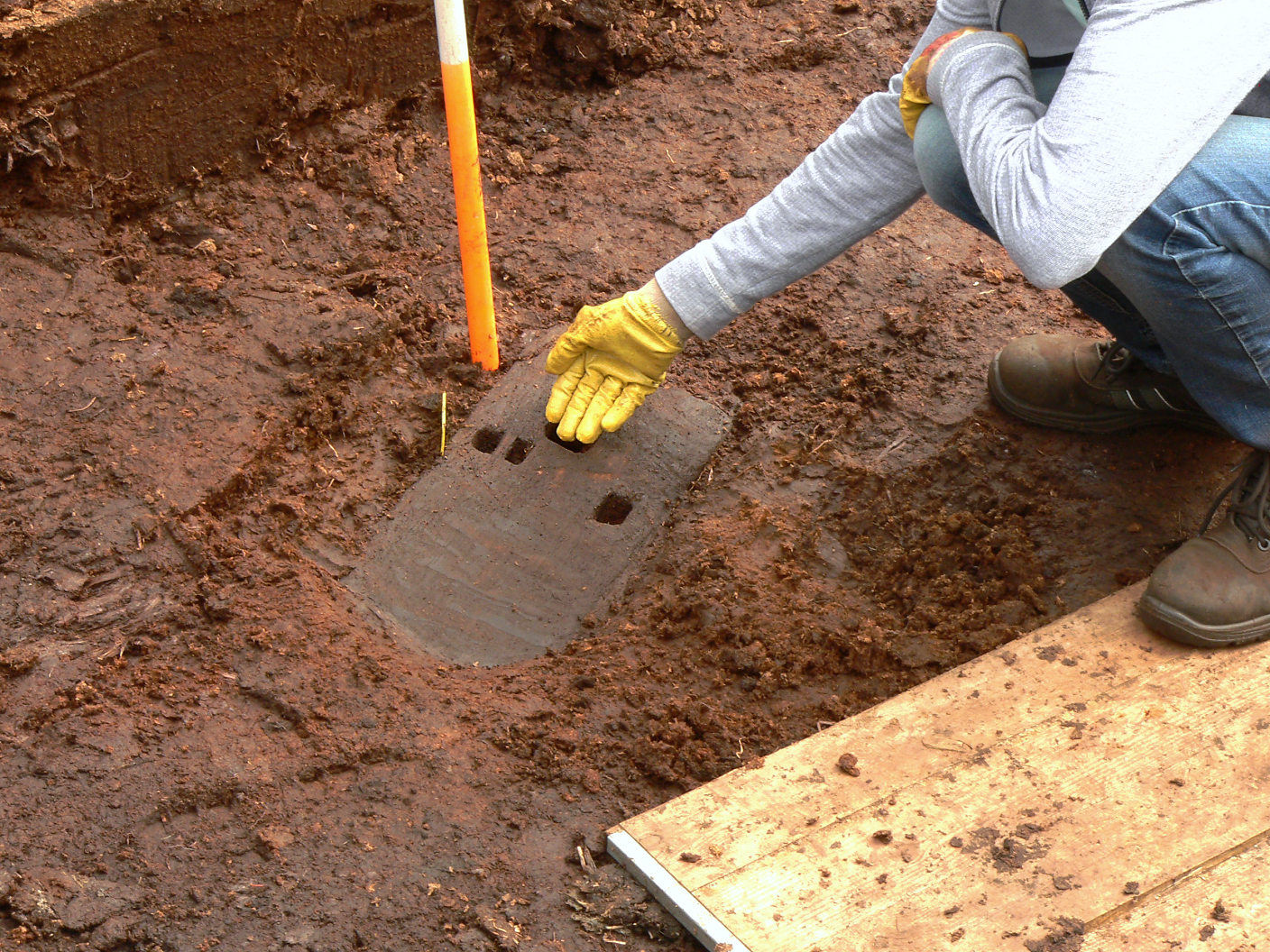
Freigelegtes Holzbrett, evtl. Teil eines eisenzeitlichen Wagens, 2019
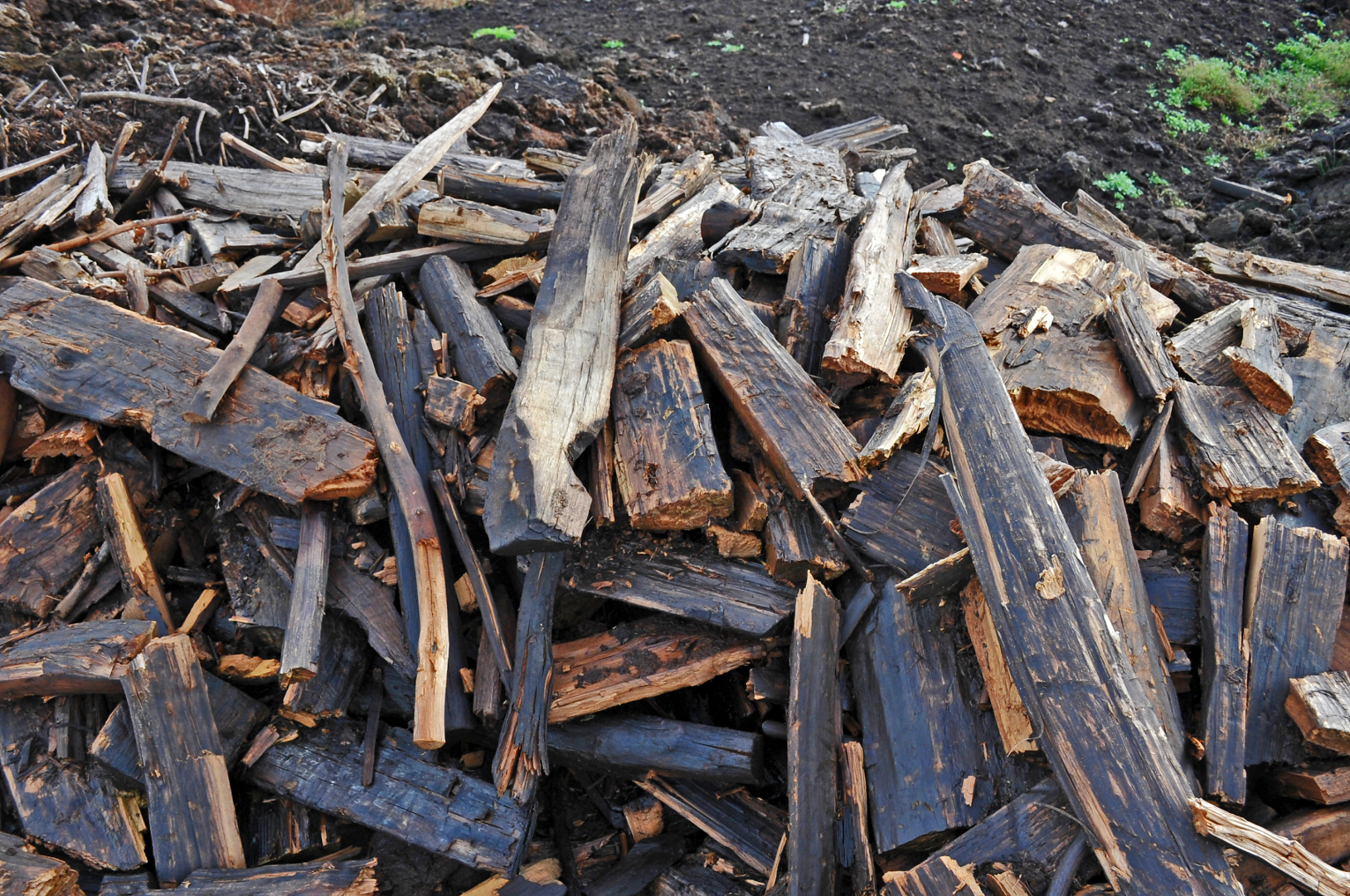
Ausgegrabene Hölzer an der Fundstelle, die exemplarisch dendrochronologisch beprobt wurden
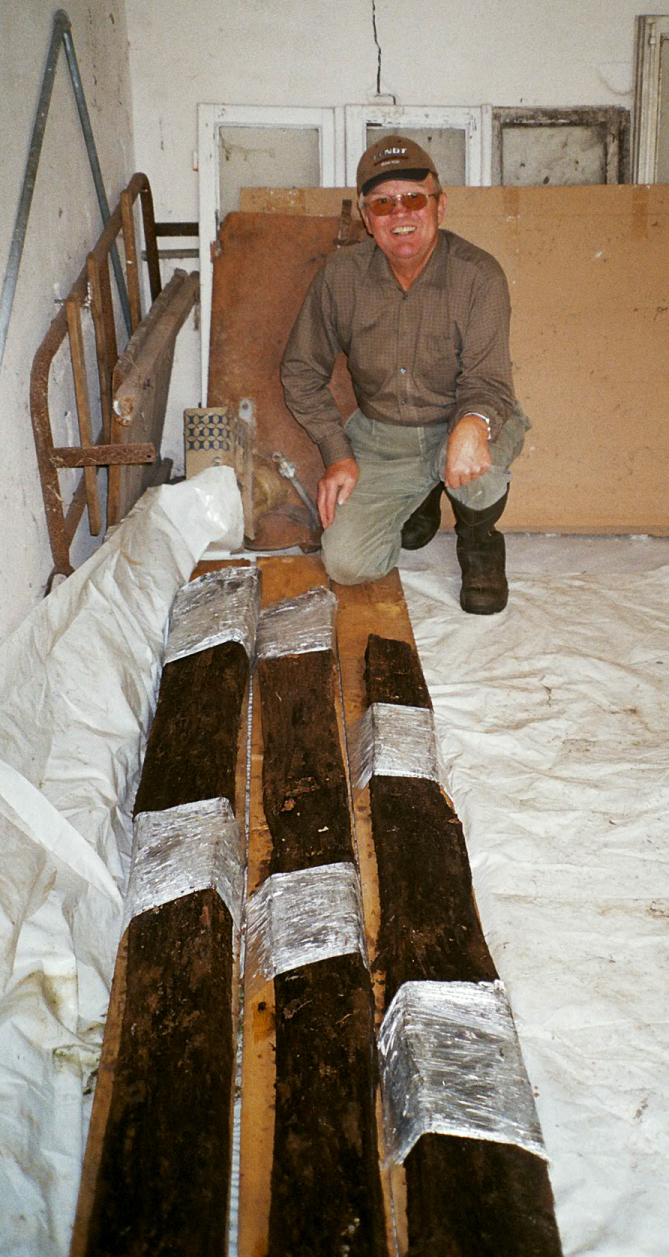
Drei geborgene und auf dem Hof Groß Mehrholz in Aschen eingelagerte Bohlen des Moorweges, 2019
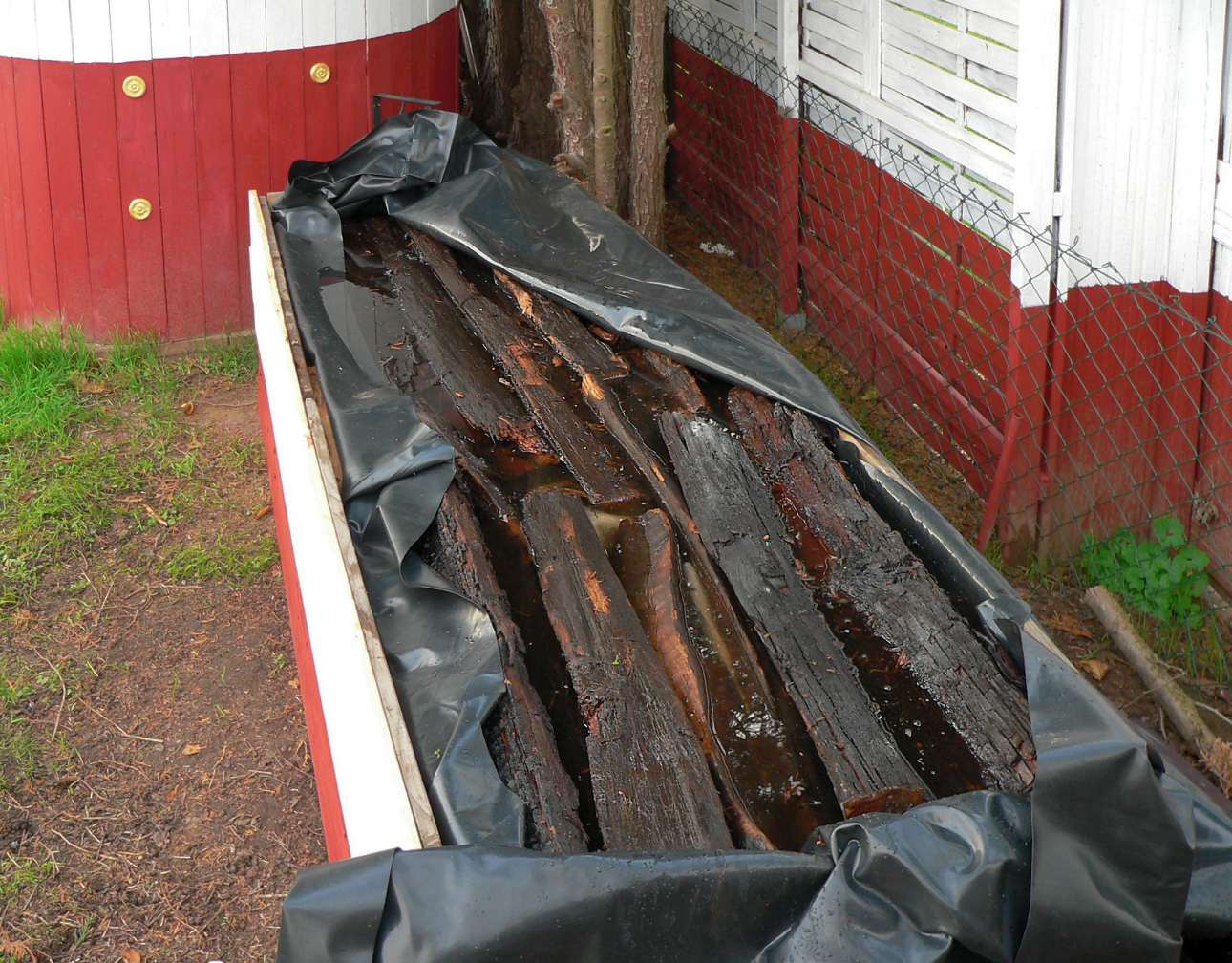
Konservierung ausgegrabener Hölzer in Zuckerlösung durch die Römer AG Leine in Wilkenburg
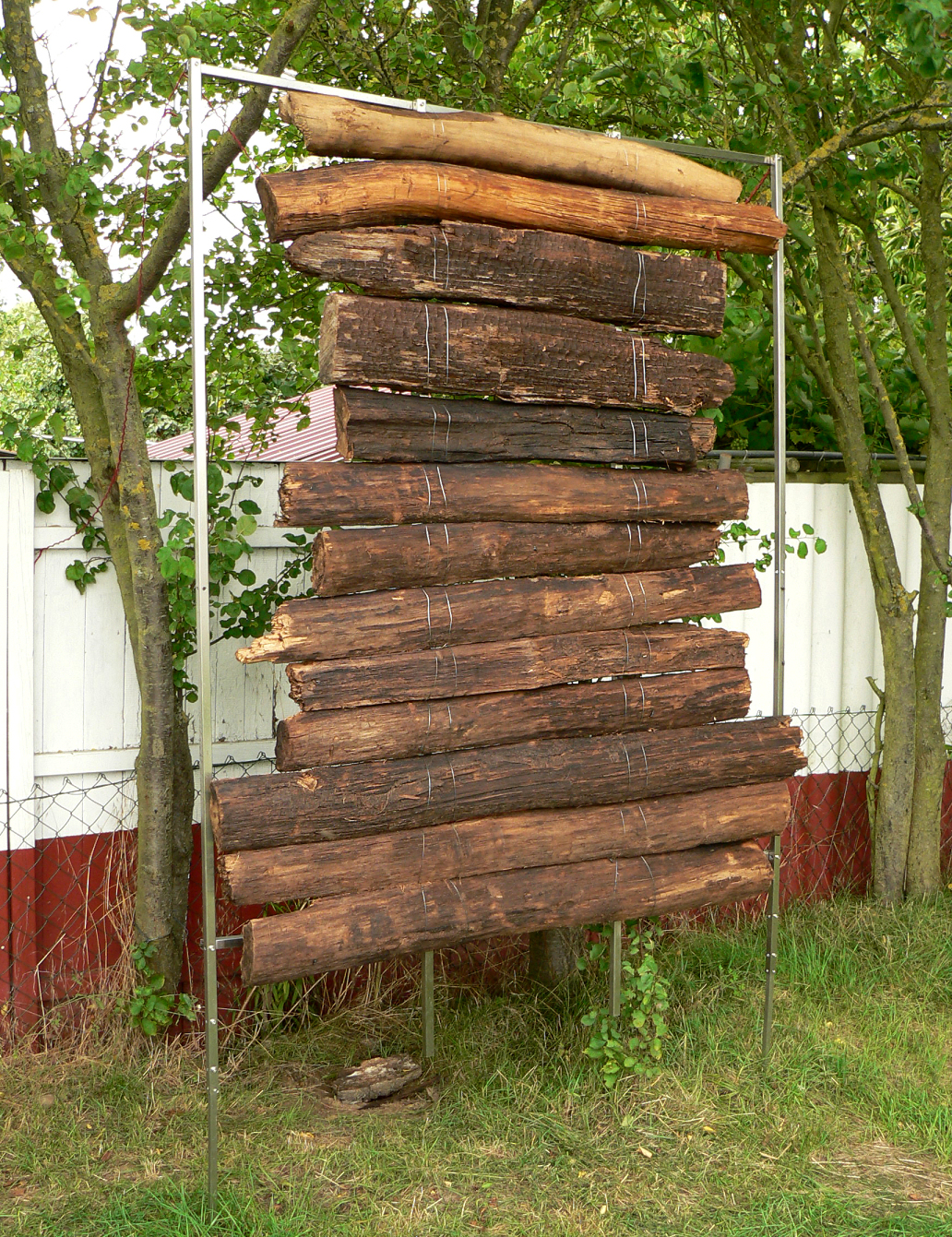
Fertig konservierte Hölzer, ausgestellt beim  Römischen Marschlager von Wilkenburg

## Präsentation

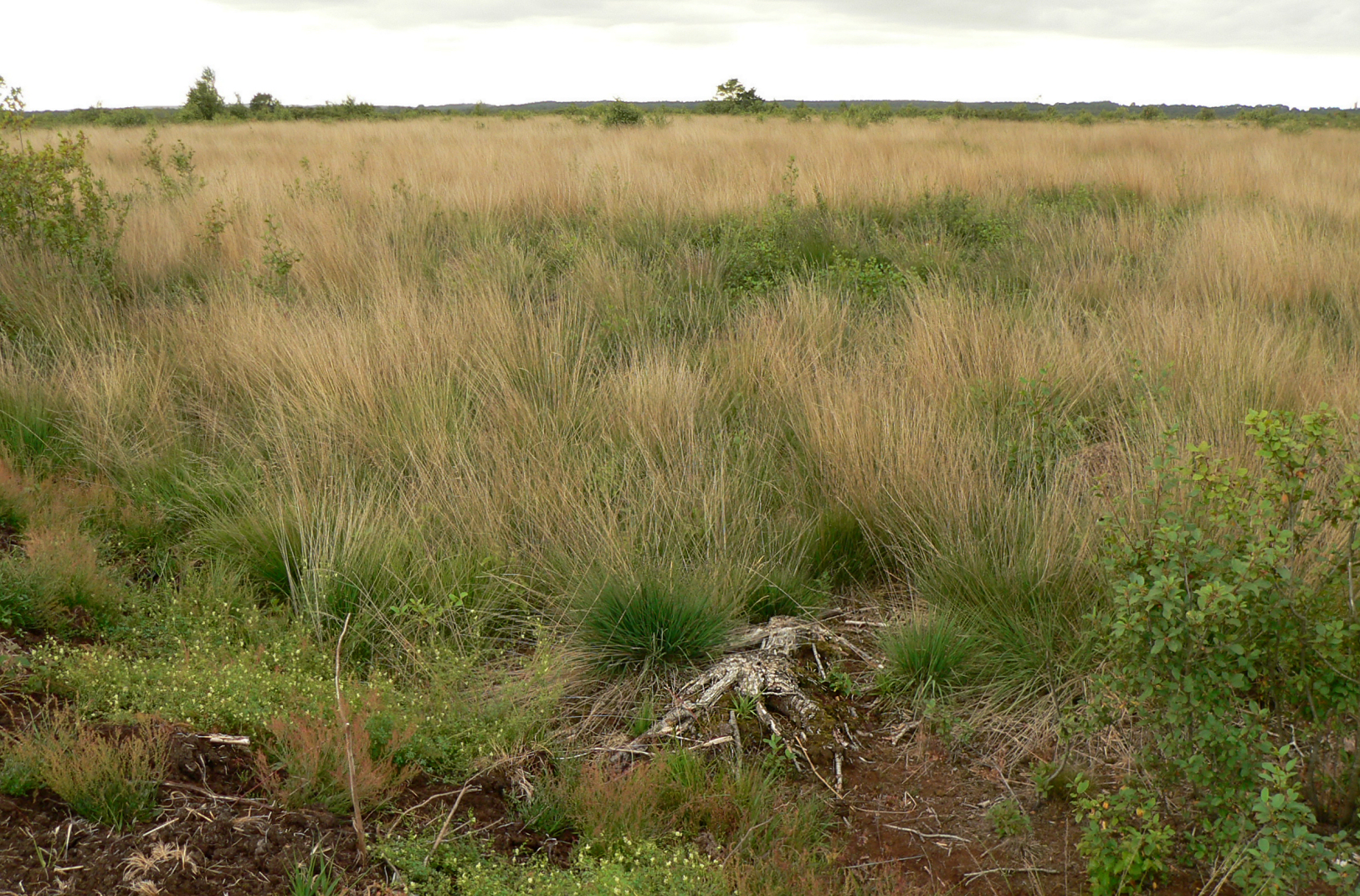
Die mitten im Aschener Moor gelegene Heile-Haut-Fläche als Moor im natürlichen Zustand

Der prähistorische Moorweg wurde im Rahmen des von 2017 bis 2021 laufenden Projektes „Naturerlebnis am prähistorischen Bohlenweg im Aschener/Heeder Moor“ für Zwecke der Naherholung, des Tourismus und der Bildung erlebbar gemacht. Dazu entstand auf fast einem Kilometer Länge ein barrierefreier 1,5 Meter breiter Steg unter der Bezeichnung Moorloipe. Das Material des Weges besteht aus recylceltem Kunststoff, der widerstandsfähiger als Holz ist. Der neue Weg verläuft in der Nähe des ursprünglichen Bohlenweges und führt zu einem zentralen Moorbereich, in dem sich eine im natürlichen Zustand erhaltene 12 Hektar große Moorfläche befindet. Auf der als Heile-Haut-Fläche bezeichneten, nicht abgetorften Moorfläche wurde eine Aussichtsplattform errichtet. Am Beginn des Weges bei Lindloge entstand ein kleiner Aussichtshügel mit Findling. Der neue Moorweg und die Aussichtsplattform wurden am 28. September 2021 eröffnet.

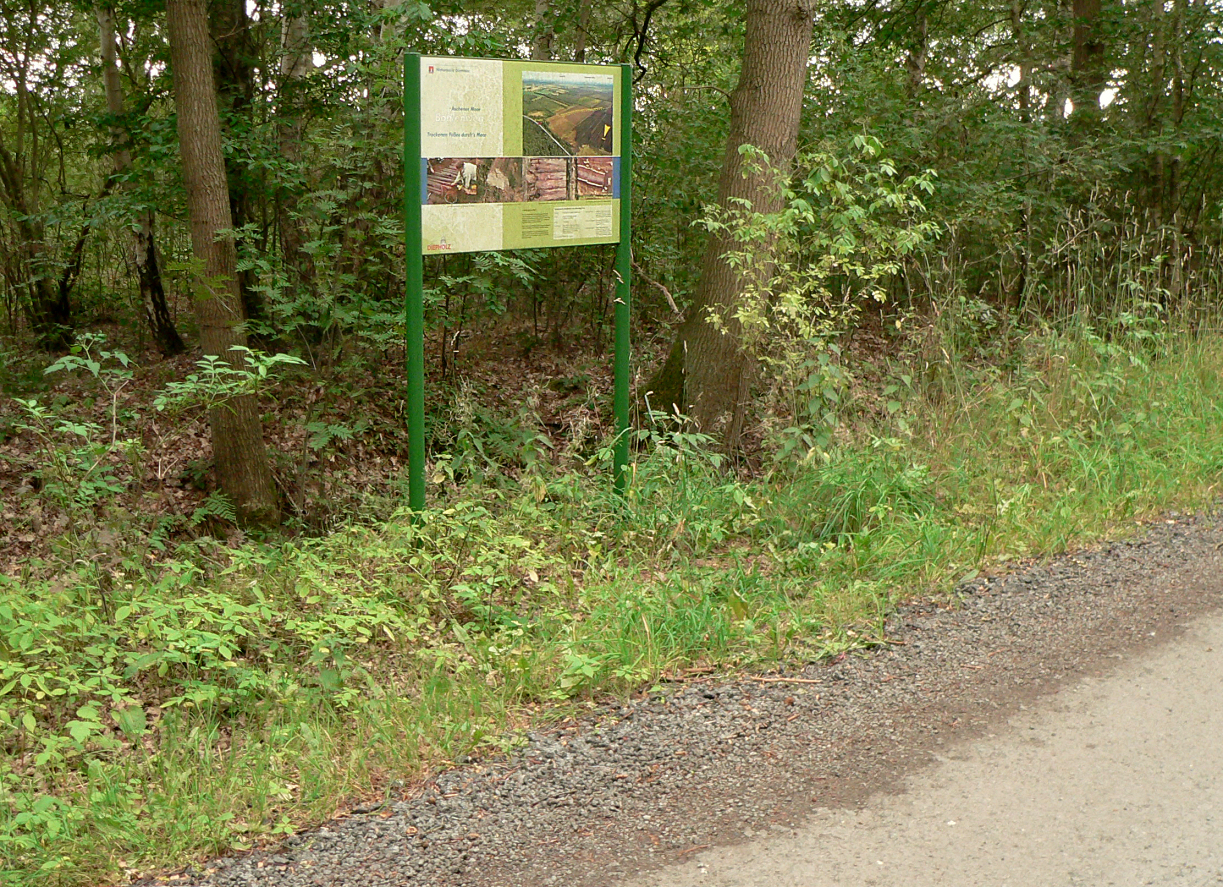
Informationstafel bei Lindloge am Beginn des Moorweges
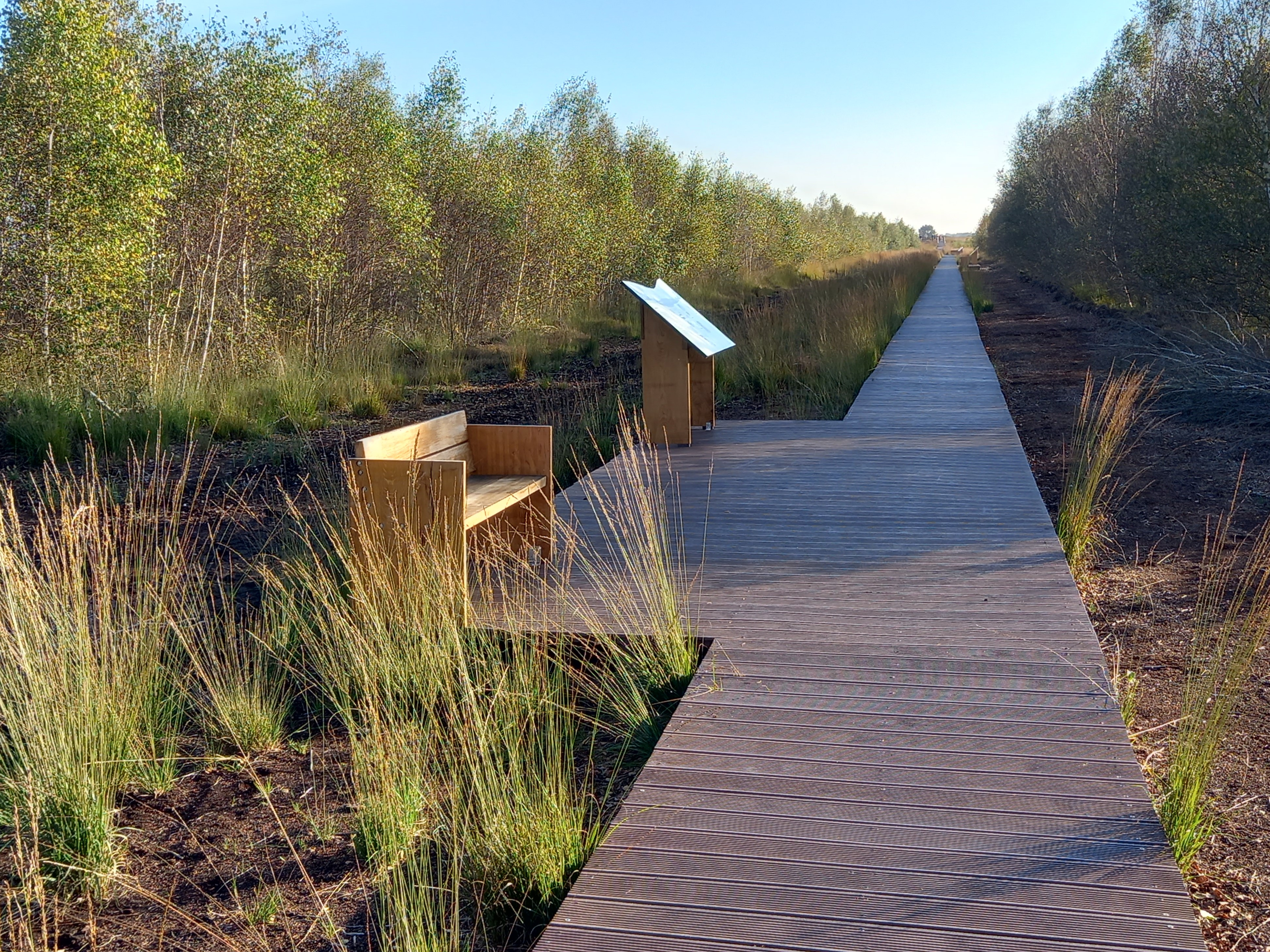
Der neue Steg durch das Moor führt zur Heile-Haut-Fläche.
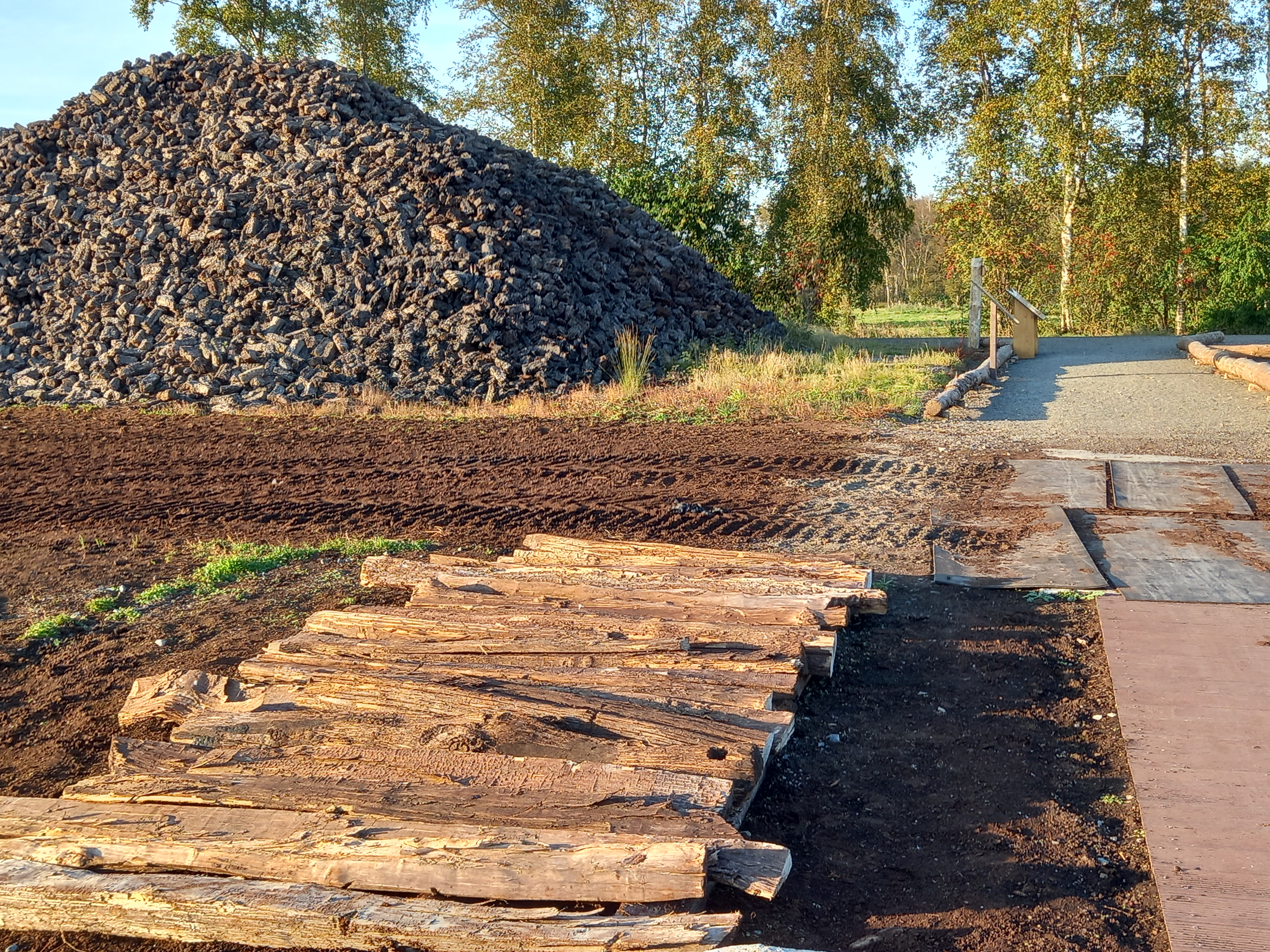
Am Beginn des neuen Stegs sind Bohlen des prähistorischen Wegs abgelegt.